# Гюльгерычай
Гюльгерыча́й (Гюльгерича́й, Гюргенчай; лезг. Гуьлгери вацӏ) — река, протекающая по территории Сулейман-Стальского, Дербентского и Магарамкентского районов Дагестана, является искусственным притоком.

## География
Образуется от слияния рек Чирагчай и Курах; впадает в рукав Малый Самур с левого берега в 5 км от устья. Ранее река Гюльгерычай впадала непосредственно в море, но в 1934—1935 гг. в 3,5 км от моря русло реки было перекрыто земляной дамбой и вода направлена в Малый Самур.

## История
В прошлом река Гюльгерычай впадала непосредственно в Каспийское море, но в 1934—1935 гг., в 3,5 км от моря, русло реки было перекрыто земляной дамбой и вода направлена в Малый Самур.
В 2011 году с целью защиты от наводнений в районе села Кумух началось возведение защитной дамбы длиной 1200 м. На апрель 2015 года построено 400 м сооружения.

## Гидрология
Основными фазами режима реки являются весенне-летнее половодье и зимняя межень. Наибольшие расходы обычно проходят в июне, когда наряду с таянием снега выпадает значительное количество осадков. Естественный сток в значительной мере нарушен многочисленными водозаборами как из самой реки, так и из притоков. Средний годовой расход — 9,11 м³/с, максимальный — 280 м³/с.

## Притоки
Наиболее крупные притоки: Курах, Чирагчай. Все притоки Гюльгерычая относятся к малым рекам и ручьям.

## Изучение реки и водохозяйственное значение
Стационарные гидрологические наблюдения на реке не производились. Воды реки используются для орошения.